# Нил
Нил (на арабски: النيل, ан-Нил; на английски: Nile) е река в североизточната част на Африка, най-дългата река в света по постоянно течение с дължина 6853 km, включваща притоците Бели Нил и Кагера. Думата „Нил“ произлиза от гръцкото название на реката – „Нилос“ (Νείλος).

## Речна система
Нил се образува от сливането на реките Бели Нил и Сини Нил край суданската столица – Хартум. Сини Нил изтича от езерото Тана в Етиопия и е източник на повечето вода и плодородни наноси, носени от реката. Бели Нил има по-голяма дължина и води началото си от езерото Виктория в Уганда. В дължината на Нил обикновено се включва Бели Нил и най-дългият приток на езерото Виктория – река Кагера, извираща близо до езерото Танганика и преминаваща през Бурунди, Руанда и Танзания.
През 2007 година група изследователи осъществява и предлага ново измерване на речната система на Амазонка, което включва съседното устие на река Пара и нова начална точка, въз основа на което Амазонка е обявена за най-дългата река в света, отнемайки първенството по този показател на Нил. Според изследователите, осъществили измерването, Амазонка извира от извисяващия се на 5597 m н.в. връх Мисми на планинската верига Чила в Андите, Южно Перу, и е по-дълга от Нил с малко над 100 км. В рецензирана научна статия, публикувана през 2009 г. в индексираното издание International Journal of Digital Earth обаче, екип от петима изследователи предлага методология за измерване, за която се приема, че предоставя най-надеждните и точни измервания на дължини на най-дългите реки в света. Методологията обединява данните от измервания на сателитни изображения с теренни изследвания на изворните региони. Чрез нея са изчислени дължините на реки с дължина около или над 5000 km, в т.ч. Нил, Амазонка, Яндзъ, Мисисипи, Хуанхъ, Об, Енисей, Амур, Конго и Меконг. Измерени по този начин, Нил и Амазонка са съответно първата и втората най-дълга река в света.
Река Нил тече през 8 държави: Танзания, Бурунди, Руанда, Уганда, Южен Судан, Етиопия, Судан и Египет. Северната част на реката, след сливането на Бели Нил и Сини Нил, преминава пустинята Сахара на територията на Судан и Египет, чиято цивилизация още от древността е силно обвързана с реката. По-голямата част от населението и градовете в Египет са разположени в близост до Нил, както и почти всички исторически паметници от Древен Египет. Реката се влива в Средиземно море с обширната делта на Нил.
Водосборната област на реката има площ, изчислявана от 3 254 555 km² до около 3 400 000 km² или средно 3 349 000 km² и освен страните, през които протича, тя обхваща също части от Еритрея, Кения и Демократична република Конго. По поречието на Нил има многобройни бързеи, езера и разливи.

## Течение на реката
За начало на Нил се счита река Рукарара – една от съставящите на Кагера, която се влива в езерото Виктория.

### Виктория-Нил
Участъкът от мястото, от което Нил се оттича от северния край на езерото Виктория до вливането ѝ в езерото Алберт (Уганда, Източна Африка), носи името Виктория-Нил. Дължината му е около 420 km. Пресичайки скалистите хребети по територията на Уганда, реката образува многобройни прагове и водопади с обща височина 670 m. Реката преминава през падината на езерото Кьога и на сравнително къс участък има денивелация от около 400 m. Там се намира големият водопад Мърчисън с височина 40 m, след което Нил се влива в езерото Алберт, на границата между Уганда и Демократична република Конго и лежащо в тектонична падина на височина 617 m.

### Алберт-Нил
Участъкът между езерото Алберт и устието на десния приток Ачва носи името Алберт-Нил. Там тя тече през платовидни райони, а след това чрез тясното дефиле Нимуле, прорязващо скалисти ралиери, излиза в равнините на Южен Судан.

### Бахр ал Джабал
След столицата на Южен Судан град Джуба, излизайки от високопланинската област, в продължение на 900 km реката тече през обширна плоска равнина, т.нар. заблатен район Суд (там реката носи названието Бахр ал Джабал). В този участък коритото на реката е силно заблатено, тъй като е задръстено с огромни маси от водорасли и тръстики, носещи името „суд“, и се разделя на ръкави. Скоростта на течението спада и голяма част от дошлата от планините вода се разлива, изпарява и се използва от водната растителност. Островчета от подобна водна растителност, наричани седами, често се отделят от калните брегове и бавно плуват по течението. Сблъсквайки и сливайки се едно с друго, те често блокират руслото и пречат на корабоплаването.

### Бели Нил
След устието на левия приток Бахър ал Газал реката получава името Бели Нил (Бахр ал Абиад), оставя зад себе си областите на блатата (района Суд), и спокойно тече в широка долина по полупустинни местности до Хартум, където се слива със Сини Нил. Оттам до Средиземно море реката носи общото име Нил (Ал Бахр). От дефилето Нимуле до Хартум дължината на реката е около 1800 km, а денивелацията ѝ е около 80 m.

### Същински Нил
Между Хартум и Асуан дължината на реката е 1850 km, а падението – 290 m. След вливането на последния голям приток (Атбара), на около 300 km от Хартум, започва преминаването през Нубийска пустиня. Там Нил прави голяма дъга, прорязвайки плато, образувано от твърди пясъчници (Гебел ас Силсил) и образува редица прагове. Общо между Хартум и Асуан има 6 прага (т.нар. катаракти). Първият от тях, най-близко до устието, се намира в района на Асуан, северно от Асуанския язовир. До 60-те години на XX век (тоест до издигането на територията на Египет на Асуанския язовир, на 270 km от суданско-египетската граница), праговете представляват сериозно препятствие за корабоплаването. В района на праговете целогодишното корабоплаване е било възможно само за лодки. За постоянно корабоплаване се използвани участъците между Хартум и Джуба, Асуан и Кайро, Кайро и устието на Нил. В днешно време в района се намира изкуственото езеро Насър (بحيرة ناصر), откъдето Нил отново се отправя на север през плодородна долина с широчина 20 – 25 km, която в началото на кватернера е била залив на Средиземно море. От Асуан до Кайро дължината на реката съставлява 900 km, а денивелацията е много малка.

### Канали
Възможно е още по времето на Дванадесетата династия, фараонът Сенусерт III да е заповядал изграждането от запад на изток на канал, протичащ по уади Тумилат и съединяващ Нил с Меридовото езеро. Каналът е достроен около 500 г. пр.н.е. от цар Дарий Велики – персийския завоевател на Египет. В памет на това събитие Дарий издига гранитни стели на бреговете на Нил, в това число една близо до Карбет.

### Делта
На 20 km северно от египетската столица Кайро започва делтата на Нил, с многобройни ръкави, разклонения и езера, която се простира на ширина от 240 km по крайбрежието на Средиземно море, от Александрия до Порт Саид. Тя е образувана на мястото на морски залив, постепенно запълнен с речни наноси. По площ (24 хил. km²) делтата на Нил е почти равна на Кримския полуостров. Коритото на реката се дели на 9 големи и значително количество малки ръкави. Двата главни плавателни ръкава – Думят (дамиета, източен) и Рашид (розета, западен) имат дължина около 200 km всеки. Чрез канала Ибрахимия и ръкава Юсуф част от нилските води постъпват в езерото Биркет Карун и за напояване на оазиса Файюм. Чрез канала Исмаилия с прясна нилска вода се снабдява районът на Суецкия канал, а чрез канала Махмудия – град Александрия и неговите околности. В северната част на делтата са разположени лагунните езера Мензала, Бурулус и Марют.
Устието на Нил е наречено делта от древногръцките географи, които сравняват триъгълната му форма с буквата Δ от гръцката азбука, давайки по такъв начин името на всички речни делти по земното кълбо. Наносите, които Нил носи в Средиземно море, създават хранителна база за рибното богатство на Източното Средиземноморие.

## Хидрология
Река Нил има много сложен хидроложки режим. В екваториалните части на нейния водосборен басейн се наблюдават два максимума на валежите – пролетен (от март до май) и есенен (от септември до ноември), които обуславят повишения отток надолу от дефилето Нимуле през летния и зимния сезони. В Судан и във водосборния басейн на река Сини Нил (втората основна област за подхранването на Нил) дъждовният сезон е през лятото (от юни до септември). На територията на Южен Судан през лятото реката силно се разлива от мусонните дъждове в региона и губи голяма част от водите си в изпарение. Поради тази причина в подхранването на Нил главна роля играят водите на Сини Нил, внасящи през лятото до 60 – 70% от общото количество. Във връзка с всичко това покачването на нивото на водите в реката в централните и северните части на Судан и в Египет става през летните и есенните месеци. В Долен Египет пълноводието се наблюдава от юли до октомври. Средният годишен отток при Асуан е 2600 m³/s, максимален до 15 000 m³/s, минимален – около 500 m³/s. При обичайно пълноводие повишаването на речното ниво в Египет е с 6 – 7 m. До изграждането на няколкото регулиращи съоръжения по течението на реката често са се случвали големи наводнения. Годишното количество на наносите, които реката носи и отлага, е около 62 млн. m³, голяма част от които във вид на тиня се отлагат или по околните полета, или в напоителните канали и малките язовири.
Долината на Нил и особено неговата делта е един от центровете на древните цивилизации. Още в древността водните ресурси на реката са се използвали за напояване и естествено наторяване на земеделските земи, за риболов, водоснабдяване и корабоплаване. Особено важна роля реката има за стопанството на Египет, където в чертите на нейната долина с ширина 15 – 20 km живее около 97% от населението на страната. Изграждането на Асуанския хидровъзел способства за регулиране на оттока на реката, ликвидация на катастрофални наводнения и позволява увеличаването на напояваните земеделски земи. В Судан водите на Нил имат най-голямо значение за напояването на памукодобивния регион Джазира. С цел регулиране на оттока на реката и обезпечаване на вода в напоителните канали на Нил и по неговите притоци са изградени няколко големи хидровъзела: Старият Асуански язовир (обем на водохранилището 5,5 km³), огромният язовир „Насър“ 164 km³), Гебел Аулия на река Бели Нил (2,5 km³), множество по-малки водоеми – Исна, Наг Хамади, Асют, Мохамед Али, Зифта, Едфина (в Египет), Сенарският язовир на река Сини Нил в Судан и др.

## История

### Праистория
Съвременната река Нил е поне петата, която в хода на геоложката история отводнява на север Етиопското плато. С помощта на спътникови снимки са установени няколко стари пресъхнали речни корита, разположени на запад от днешната река, в пустинята Сахара. Едно от тях е затрупаният каньон Еонил, през който реката е текла през късния миоцен (преди 23 – 5,3 милиона години). Еонил е пренасял седиментни конгломерати, в които са открити няколко находища на природен газ.
По време на късномиоценската Месинска криза на солеността Средиземно море е изолирано от Световния океан и пресъхва почти напълно. По това време водите на Нил прорязват коритото на реката до новото понижено ниво, като протичат на няколкостотин метра под морското равнище при днешния Асуан и на 2400 m при съвременния Кайро. Така те образуват изключително дълъг и дълбок каньон, който е запълнен със седименти след възстановяването на Средиземно море. В процеса на запълването за известно време водите на реката преливат на запад, образувайки Меридовото езеро.
Съществуват две основни теории за геоложкото минало на горното течение на Нил. Според едната от тях още през терциера Нил отводнява Етиопското плато чрез реки, съответстващи на днешните Сини Нил и Текезе. Според другата горната част от днешния басейн на реката в миналото е част от няколко безотточни области, които започват да се оттичат чрез Нил едва през горния плейстоцен. Според тази хипотеза, дотогава реката се подхранва само от областта на днешен Египет, която по това време е много по-влажна, отколкото в наши дни.
Според втората теория, по време на терциера във вътрешността на Африка съществуват поредица безотточни области, разположени в части от Източноафриканската рифтова долина – рифтовете Меллут, Бели Нил, Атбара и Саг ел-Наам. Рифтовата долина Меллут е с дълбочина почти 12 km в централната си част и дори в наши дни в северния и южния ѝ край се наблюдава сеизмична активност, а е възможно и централната част да продължава да потъва. Долината на Бели Нил, макар и по-плитка от Бахр ал-Араб, има дълбочина 9 km, а дебелината на седиментите в рифтовата долина на Сини Нил е 5 – 9 km. Тези басейни не са свързани помежду си, докато потъването им не спира и не се отлагат достатъчно седименти, за да ги запълнят и свържат. Така свързването на отделните басейни става по време на периоди на по-голямо овлажняване – река Атбара по време на влажния период преди 100 – 120 хиляди години, Сини Нил – в периода преди 70 – 80 хиляди години, а Бели Нил – преди едва 12 500 години.
Възможно е в миналото езерото Танганика да се е оттичало към днешната река Бели Нил, като едва изригването на вулкана Вирунга да е пресякло течението на оттичащите се от него води.

### Древен Египет
Долината на Нил е една от люлките на човешката цивилизация, като тук е възникнала една от най-значимите древни култури – тази на Древен Египет. Преди 7000 години Нил окончателно си проправил път сред скалите и дюните на пустинята и всяка година отлагал тинята си по бреговете. Тогава всяка година Нил е наводнявал околните земи и е носел плодородни наноси – затова и древните египтяни са наричали своята страна Кеме – „черната земя“. 
Нил е бил толкова важен фактор в египетския живот, че древният календар дори се е основавал на трите цикъла на Нил. Тези сезони, всеки от които се състои от четири месеца от по тридесет дни, са се наричали Ахет, Перет и Шему. Ахет, което означава наводнение, е времето от годината, когато Нил се е разливал, оставяйки след себе си няколко слоя плодородна почва, подпомагайки растежа на земеделието. Перет е бил вегетационният период, а Шему, последният сезон, е бил сезонът на жътвата, когато няма дъждове.
Предсказуемостта на реката и плодородната почва позволяват на египтяните да изградят империя въз основа на голямо земеделско богатство. Египтяните са признати за една от първите групи хора, практикуващи земеделие в голям мащаб. Това е било възможно благодарение на изобретателността, с която развиват напоителни системи. Земеделските им практики им позволяват да отглеждат основни хранителни култури, особено зърнени храни като пшеница и ечемик, и индустриални култури като лен и папирус.
Въпреки че наводненията на Нил били много по-предсказуеми и спокойни от тези на други реки, като Тигър и Ефрат, понякога са опустошителни и унищожат напоителни канали (например град Пи-Рамзес е трябвало да бъде изоставен след затлачването на ръкава на Нил, който го е захранвал). Липсата пък на наводнения създава потенциално по-голям проблем, защото оставяла египтяните да страдат от глад.
През хилядолетията на фараоните били издигнати Мемфис с белите стени, пирамидите, сфинксът, Тива със стоте врати, Абу Симбел и многобройните други храмове и гробници.

### Търсене на изворите
От Средиземно море до Асуан човек пътува между миналото и настоящето по път, който се е превърнал в легенда. Но това са само хиляда от 6853-те километра на реката. Нейното горно течение дълго време оставало обгърнато в мистерия. Едва през XVII и XVIII век станало ясно, че от езерото Тана изтича Сини Нил, който в началото се смятал за основната река. А през XIX век учените открили, че Бели Нил е нейното основно по-дълго разклонение. В сърцето на континента, на юг от екватора, в началото си, тя се нарича Рукарара и е един от притоците, съставящи Кагера, която се влива в езерото Виктория, и излиза от северния му край под названието Виктория-Нил. Тръгвайки от тези далечни места, в Судан реката се превръща в Бели Нил, а след Хартум, където се слива със Сини Нил, става просто Нил.

### Най-нова история
В модерни времена е построен Асуанският язовир (Насър) и нивото на водата може да се контролира от хората. Освен Асуан, на който е наречен язовирът, други големи селища на брега на Нил са Кайро, Александрия, Порт Саид, Луксор, Хартум и Джуба.

## Значение за икономиката
Нил е единствената река в Северна Африка, която протича през Сахара и носи своите води до Средиземно море, като е източник на живот в сухата пустиня. Потенциалните хидроенергийни ресурси на Нил съставляват около 50 GW. По течението на реката са изградени няколко мощни ВЕЦ-а: Асуанска ВЕЦ (мощност 2,1 GW), Наг Хамади, Ел Файюм (на канала Юсуф), Оуен фолс (на река Виктория Нил, в Уганда, мощност 150 MW). Дължината на плавателните участъци по течението на реката превишават 3000 km. Корабоплаване се осъществява по самата река и магистралните канали Юсуф, Ибрахимия, Мансурия, Исмаилия, по езерата Виктория, Кьога, Алберт, Тана. От Хартум регулярно корабоплаване съществува до столицата на Южен Судан град Джуба, а след това от Нимуле до езерото Алберт. Нагоре корабоплаването е възможно само на отделни участъци. Водите на реката и на нейните притоци са богати на различни видове риба. Промишлено значение имат: нилски костур, многоперка, тигрова риба, сом, зъбчат шаран, балта (африкански шаран) и др.
.

## Снимки
- Залез на Слънцето над Нил в Уганда
- Бряг на Нил в Уганда
- Водопад Сини Нил
- Водопад Тис Исат на Сини Нил близо до Бахр Дар, Етиопия
- Агилкия, река Нил, Египет
- Нил през Североизточна Сахара край град Бени Суеф, Египет (долу вдясно)
- Изглед от югоизток към река Нил от върха на сграда на остров Маниал, Кайро